# Сапожок (Воронежская область)
Сапожок — хутор в Рамонском районе Воронежской области.
Входит в состав Чистополянского сельского поселения.

## География
Хутор Сапожок расположен  западнее села Чистая Поляна. 
На хуторе имеется одна улица — Полевая.

## Население
| 2010 |
| ---- |
| 1    |

В 1900 г. население составляло 152  жителя.